# Losing Stream

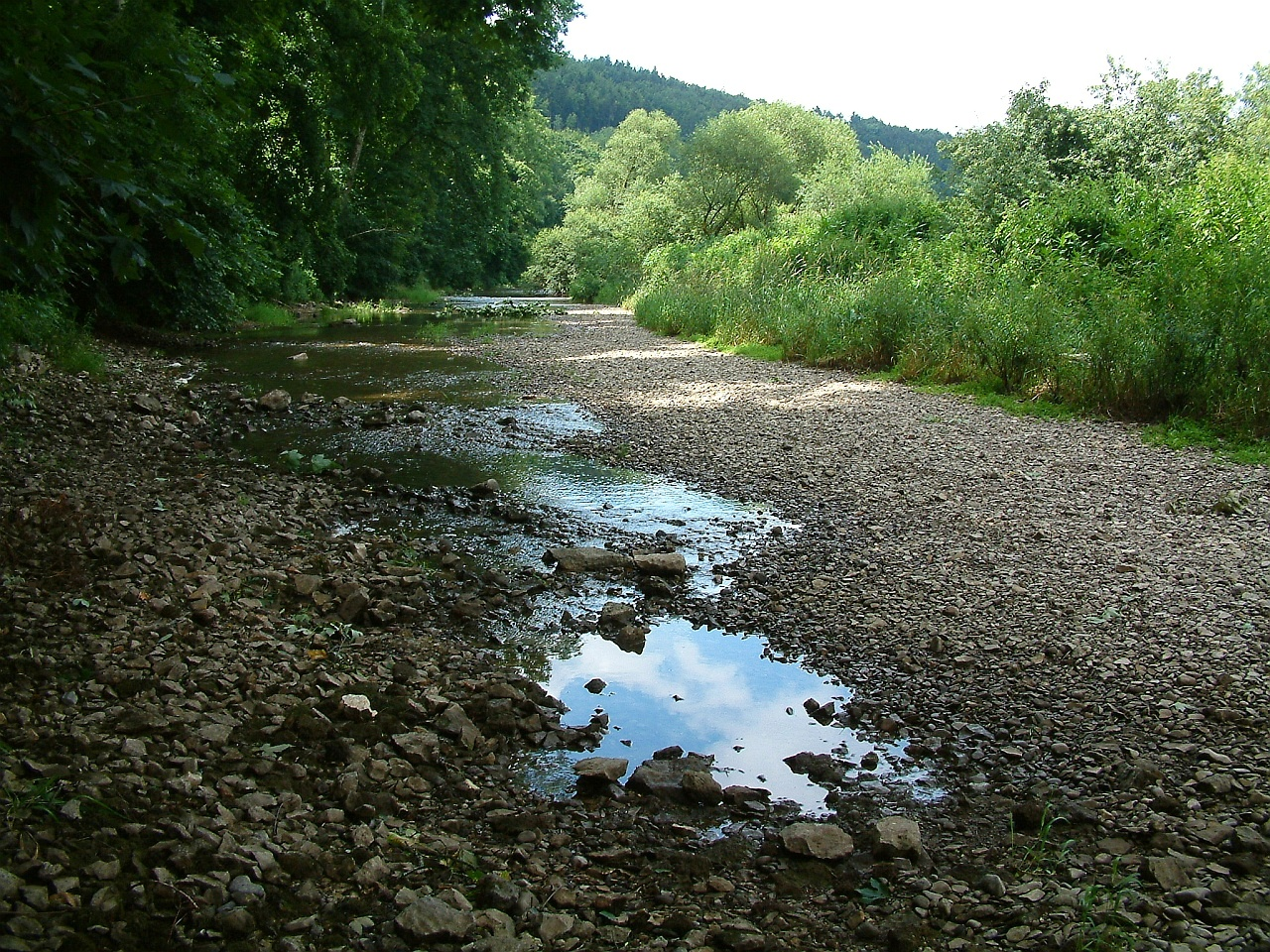
Donauversickerung bei Immendingen

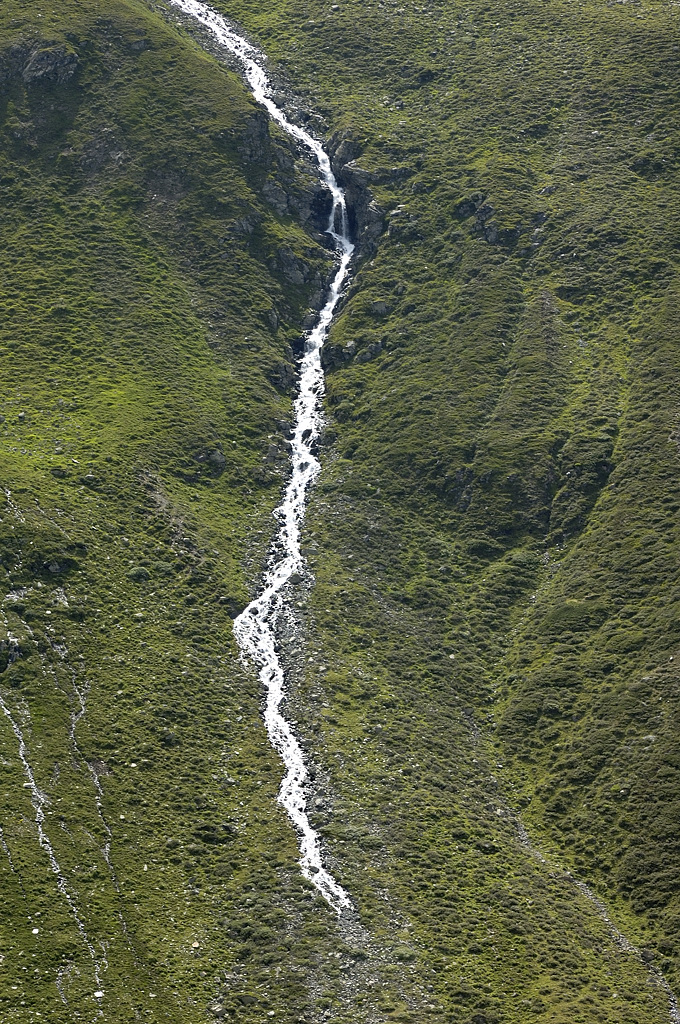
In Hangschutt versickernder Bach in den Stubaier Alpen

Losing Stream / River, auch Disappearing Stream / River (englisch, wörtlich: verlierender Bach / Fluss, auch verschwindender oder wasserabgebender  Bach / Fluss) ist ein Fachbegriff aus der Hydrogeologie. Er bezeichnet einen Wasserlauf (Bach oder Fluss), der Wasser verliert, wenn er flussabwärts fließt.

## Ursachen
- Niedriger Grundwasserspiegel. Das Wasser dringt in den Boden ein und füllt das örtliche Grundwasser wieder auf, da der Grundwasserspiegel unterhalb der Sohle des Bachlaufs liegt. Dies ist das Gegenteil eines häufiger vorkommenden Zulaufstroms (oder Abwasserstroms), dessen Wasservolumen weiter flussabwärts zunimmt, da er Wasser aus dem örtlichen Grundwasserleiter aufnimmt.
- Verdunstung. Aufgrund des Klimas kommt es in trockenen Gebieten häufig zu Verlusten in zuführenden Wasserläufen und im Hauptfluss.
- Anzapfung durch 
  - künstliche Wasserentnahme bzw. Flussumlenkung
  - Versickerung, Schwinden (Ponore), z. B. im Karst (Beispiel: Donauversinkung).